# Russell Baker
Pour les articles homonymes, voir Baker.
Russell Wayne Baker (14 août 1925 - 21 janvier 2019) est un journaliste et écrivain satirique américain. 
Il est également l'auteur d'une autobiographie intitulée Growing Up (1982), qui lui vaut le prix Pulitzer.   
Chroniqueur pour le New York Times de 1962 à 1998, il anime également l’émission Masterpiece Theatre sur PBS de 1992 à 2004.  
Selon le Guide des médias Forbes Five Hundred, "Baker, grâce à son don singulier de traiter des événements et des tendances graves, même tragiques, avec un humour délicat, est devenue une institution américaine". 

## Carrière

### Journaliste et animateur
Né dans le comté de Loudoun, en Virginie, Baker est le fils de Benjamin Rex Baker et de Lucy Elizabeth Baker, née Robinson. 
À l'âge de onze ans, par désœuvrement, Baker décide de devenir écrivain, estimant que "ce que les écrivains font ne peut même pas être considéré comme un travail".   
Diplômé de l'université Johns Hopkins en 1947, il devient essayiste, journaliste et biographe.  
Pendant huit ans, il couvre pour le New York Times l'actualité de la Maison Blanche, ainsi que du Congrès et du département d'Etat américains. Par la suite, il est chargé de la rédaction de la section Observer du journal, qui fait l'objet  d'une syndication nationale, mission dont il s'acquittera de 1962 à 1998. 
Initialement orientée vers la politique, cette section s'enrichit graduellement d'autres sujets sous la plume de Baker, notamment à la suite de son déménagement à New York en 1974.  
Au cours de sa longue carrière, il collabore régulièrement à d'autres journaux et magazines de premier plan, tels que le New York Times Magazine, Sports Illustrated ou encore le Saturday Evening Post.   
De 1992 à 2004, il anime en outre l'émission Masterpiece Theatre sur PBS, succédant dans ce rôle à Alistair Cooke. "La télévision est une expérience plus difficile que je ne le pensais, note-t-il.  Je ne peux pas supporter de me regarder. Je me croyais un jeune homme extrêmement charmant, spirituel et beau, et je vois ce vieil homme qui s'agite, avec la raie des cheveux du mauvais côté".

### Ecrivain et éditeur
Durant sa carrière, Baker écrit ou édite dix-sept livres.   
Il obtient un premier prix Pulitzer pour sa section Observer dans le New York Times, (1979) puis un second pour son autobiographie, Growing Up (1982).   
En 1989, il signe une suite à son autobiographie, intitulée The Good Times .   
Parmi ses autres œuvres, citons An American in Washington (1961), No Cause for Panic (1964), Almanach du pauvre Russell (1972), Looking Back: héros, coquins et autres icônes de l'imagination américaine et plusieurs recueils de ses articles de presse.  
Il édite les anthologies The Norton Book of Light Verse (1986) et Book of American Humor (1993).   
En 1993, il est élu membre de l'Académie américaine des arts et des sciences. 

### Autres activités professionnelles
En 1979, Baker signe le livret de la pièce musicale Home Again, Home Again, dont le rôle principal est tenu Ronny Cox, sur une musique de Cy Coleman.  
Après un essai infructueux à l'American Shakespeare Theatre de Stratford, Connecticut, le spectacle est monté à Toronto mais ne sera pas adapté à Broadway. "Ce fut une expérience formidable", a déclaré Baker dans une interview accordée au Hartford Courant en 1994.  "Vraiment affreuse, mais amusante.  J'étais désolé que [le spectacle] soit un échec, parce que je passais un excellent moment. Mais je me contenterai de vivre cette expérience une fois". 
En 1995, il est également la voix du documentaire de Ric Burns, The Way West de PBS,.

## Jugement critique
Neil Postman, dans la préface de Conscientious Objections, décrit Baker comme "un citoyen romain du IVe siècle, amusé et intrigué par la chute de l'Empire, mais qui continue de moquer les stupidités qui en précipitent la fin. Il est, à mon avis, une précieuse ressource de ce pays et, tant qu'il n'aura pas sa propre émission de télévision, l'Amérique restera plus forte que la Russie."(1991, xii). 

## Vie privée
En 1950, Baker épouse Miriam Nash, qui décédera en 2015.   
Le couple aura quatre enfants, Allen, Kasia, Michael et Phyllis.
A la fin de sa vie, il réside à Leesburg, en Virginie. 
Il meurt à la suite de complications consécutives à une chute, le 21 janvier 2019.